# Rungia laeta
Rungia laeta är en akantusväxtart som beskrevs av C. B. Cl.. Rungia laeta ingår i släktet Rungia och familjen akantusväxter. Inga underarter finns listade i Catalogue of Life.